# Avery Leiserson
Avery Leiserson (* 1913 in Madison, Wisconsin; † 14. Februar 2004) war ein US-amerikanischer Politikwissenschaftler, der 1973/74 als Präsident der American Political Science Association (APSA) amtierte. Zu diesem Zeitpunkt war er Professor an der Vanderbilt University.
Leiserson machte sein Bachelor-Examen 1934 an der University of Illinois und wurde 1941 an der University of Chicago zum Ph.D. promoviert (Politikwissenschaft). Nach dem Zweiten Weltkrieg lehrte er bis 1952 an der University of Chicago. Dann wurde er Professor für Politikwissenschaft an der Vanderbilt University und blieb es bis zu seiner Emeritierung 1978.

## Schriften (Auswahl)
- The American South in the 1960's. Praeger, New York 1964.
- Parties and politics, an institutional and behavioral approach. Knopf, New York 1958.
- Administrative regulation. A study in representation of interests. University of Chicago Press, Chicago 1942.